# Torii

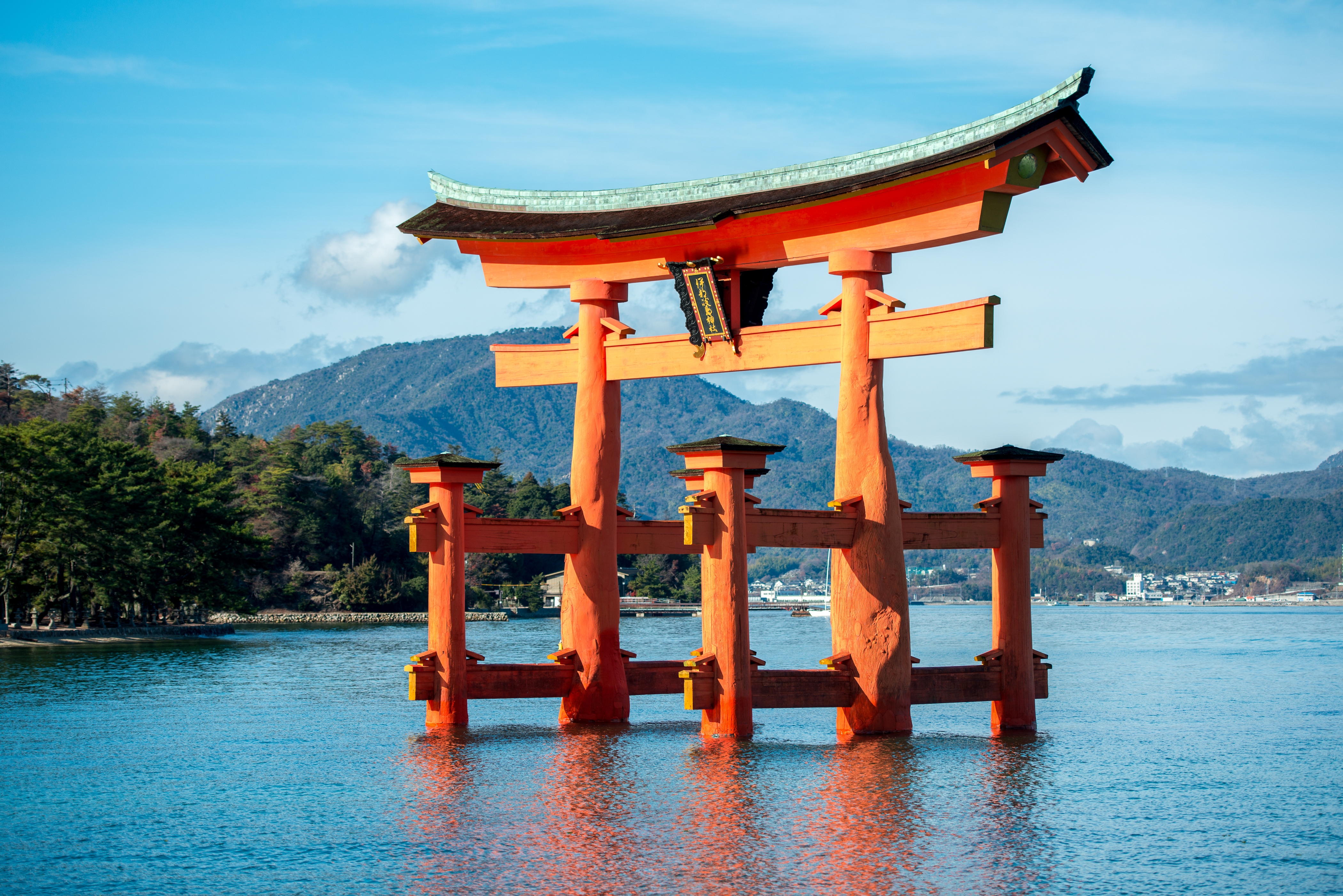
Torii vor dem Itsukushima-Schrein auf der Insel Miyajima, eines der bekanntesten Wahrzeichen Japans

Torii (japanisch 鳥居) sind Elemente der traditionellen japanischen Architektur und als solche reale oder symbolische Eingangstore eines Schreins.
Es handelt sich dabei um Tore aus Holz oder Stein (seltener auch aus Eisen, Bronze oder Beton), die oft zinnoberrot lackiert sind und die Grenze vom Profanen zum Sakralen markieren. Sie sind das auffälligste Zeichen von Shintō-Bauwerken, kommen aber auch selten in buddhistischen Tempeln vor.

## Bedeutung
Ein einzelnes Torii markiert den Eingang zu einem Shintō-Schrein. Weitere Torii markieren Abgrenzungen verschiedener Areale, die zu den heiligen Bereichen des jeweiligen Schreins führen.
Eines der bekanntesten Torii befindet sich vor der Insel Miyajima in der Präfektur Hiroshima.
Ein stilisiertes Torii wird auf japanischen Karten als Zeichen für den Standort von Shintō-Schreinen verwendet.

## Etymologie
Die verwendeten Schriftzeichen bedeuten „Vogelsitz“. Allerdings ist nicht klar, woher die Benennung kommt. Diese Zeichen könnten ateji sein, also Zeichen, die nur den Lautwert eines vorher vorhandenen Wortes anderer Bedeutung wiedergeben.
Nach einer anderen Theorie geht der Begriff auf das gleichlautende Verb tōri-iru (通り入る, hindurchgehen und eintreten) zurück.

## Elemente

Elemente eines Torii

Jedes Torii hat zwei Querbalken: den oberen (kasagi), der auf den beiden Säulen aufliegt, und den unteren (nuki), der beide Säulen schneidet und miteinander verbindet.
- kasagi (笠木, wörtlich: Schirmholz)
- daiwa (台輪, wörtlich: Basiskreis)
- shimaki oder shimagi (島木, wörtlich: Inselholz)
- kusabi (楔, wörtlich: Brücke, Verbindung)
- nuki (貫, wörtlich: Durchstecher)
- hashira (柱, wörtlich:  Pfosten, Säule)
- gakuzuka (額束, wörtlich: Rahmenbündel)
- kamebara (亀腹, wörtlich: Schildkrötenbauch) oder daiishi (台石, wörtlich: Basisstein)
- nemaki (根巻, wörtlich: Wurzelrolle)

## Typologie

A 神明鳥居 (Shinmei torii)
B 鹿島鳥居 (Kashima torii)
C 明神鳥居 (Myōjin Torii)
D 八幡鳥居 (Hachiman Torii)
E 春日鳥居 (Kasuga Torii)
F 中山鳥居 (Nakayama torii)
G 外宮鳥居 (Gekū Torii)
H 三柱鳥居 (Mihashira Torii)
I 三輪鳥居 (Miwa Torii)
J 両部鳥居 (Ryōbu Tori)）

Shime Torii (注連鳥居)
Shinmei Torii (神明鳥居)
Ise Torii (伊勢鳥居)
Kashima Torii (鹿島鳥居)
Kasuga Torii (春日鳥居)
Hachiman Torii (八幡鳥居)
Mihashira Torii (三柱鳥居)

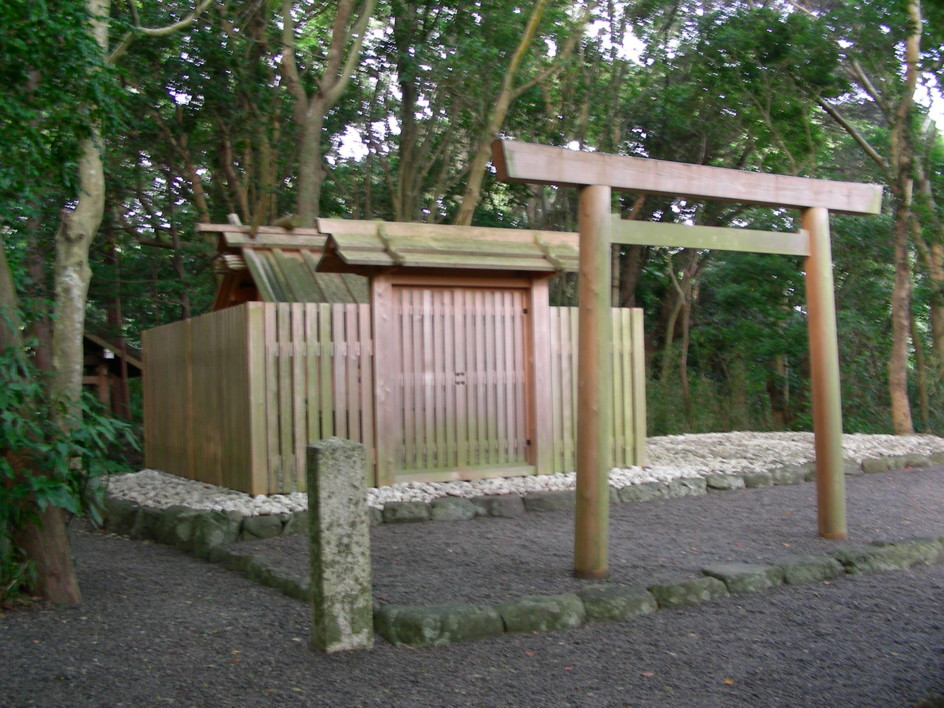
Ise Torii
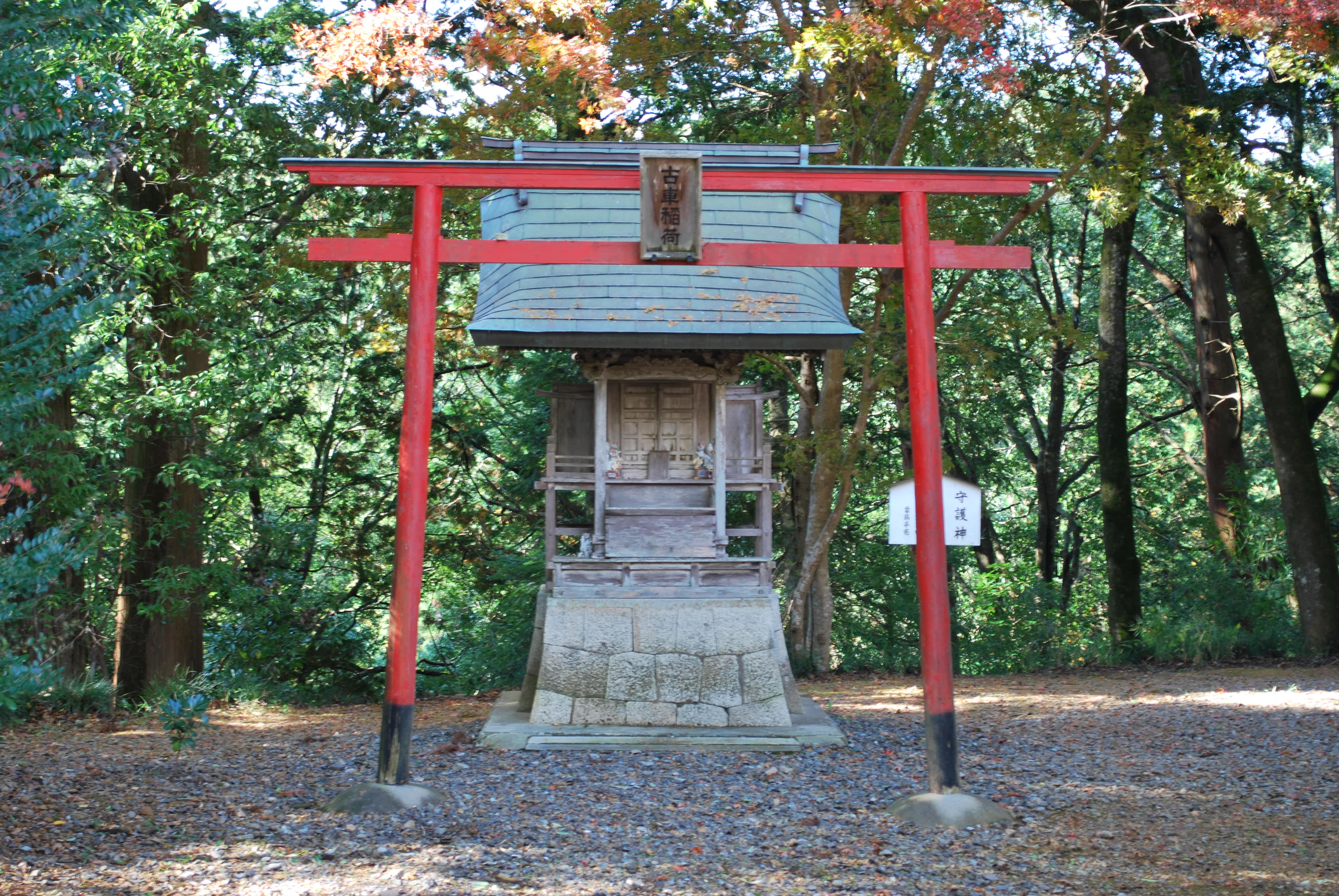
Hachiman Torii
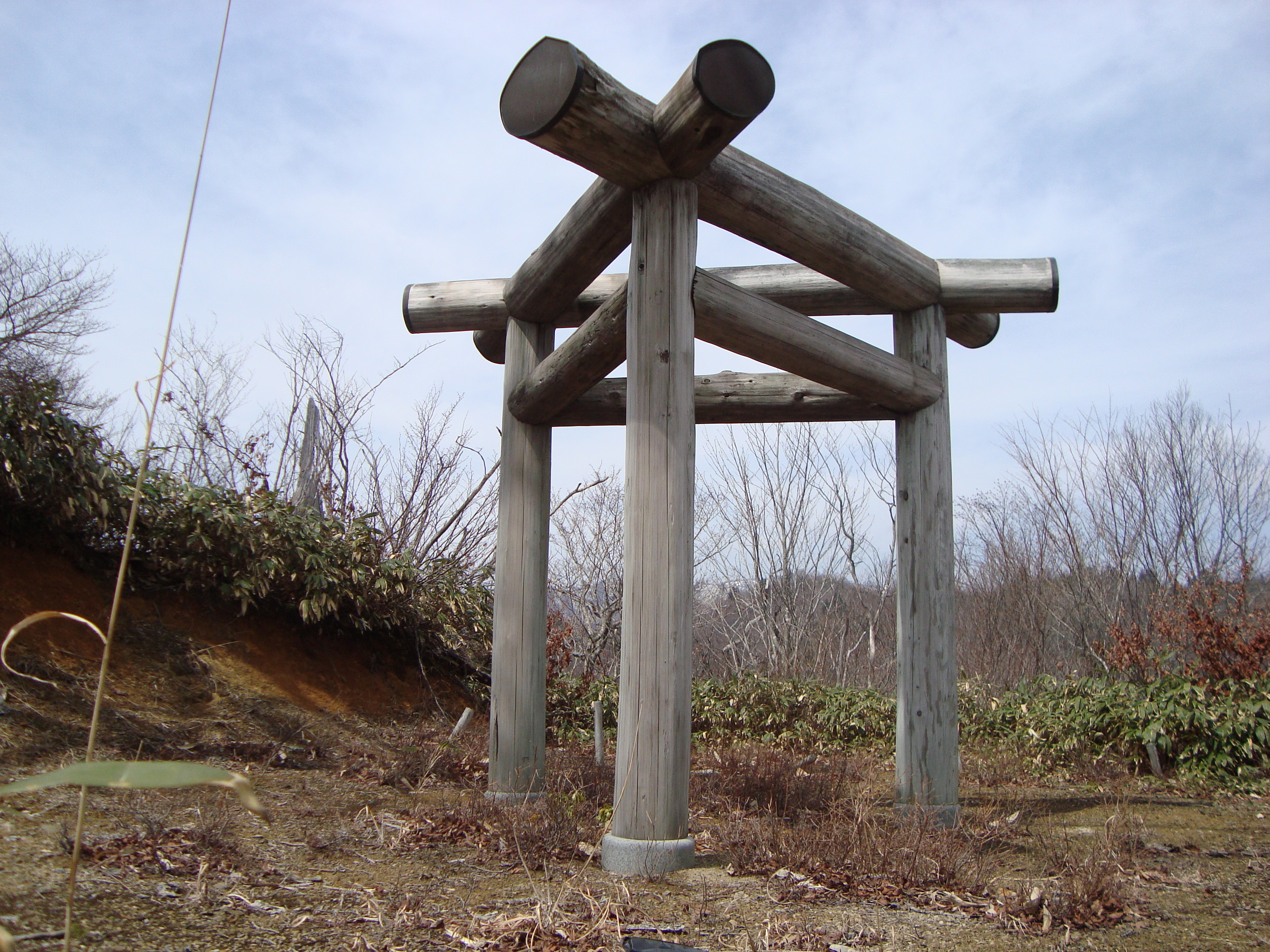
Mihashira Torii

## Bildergalerie

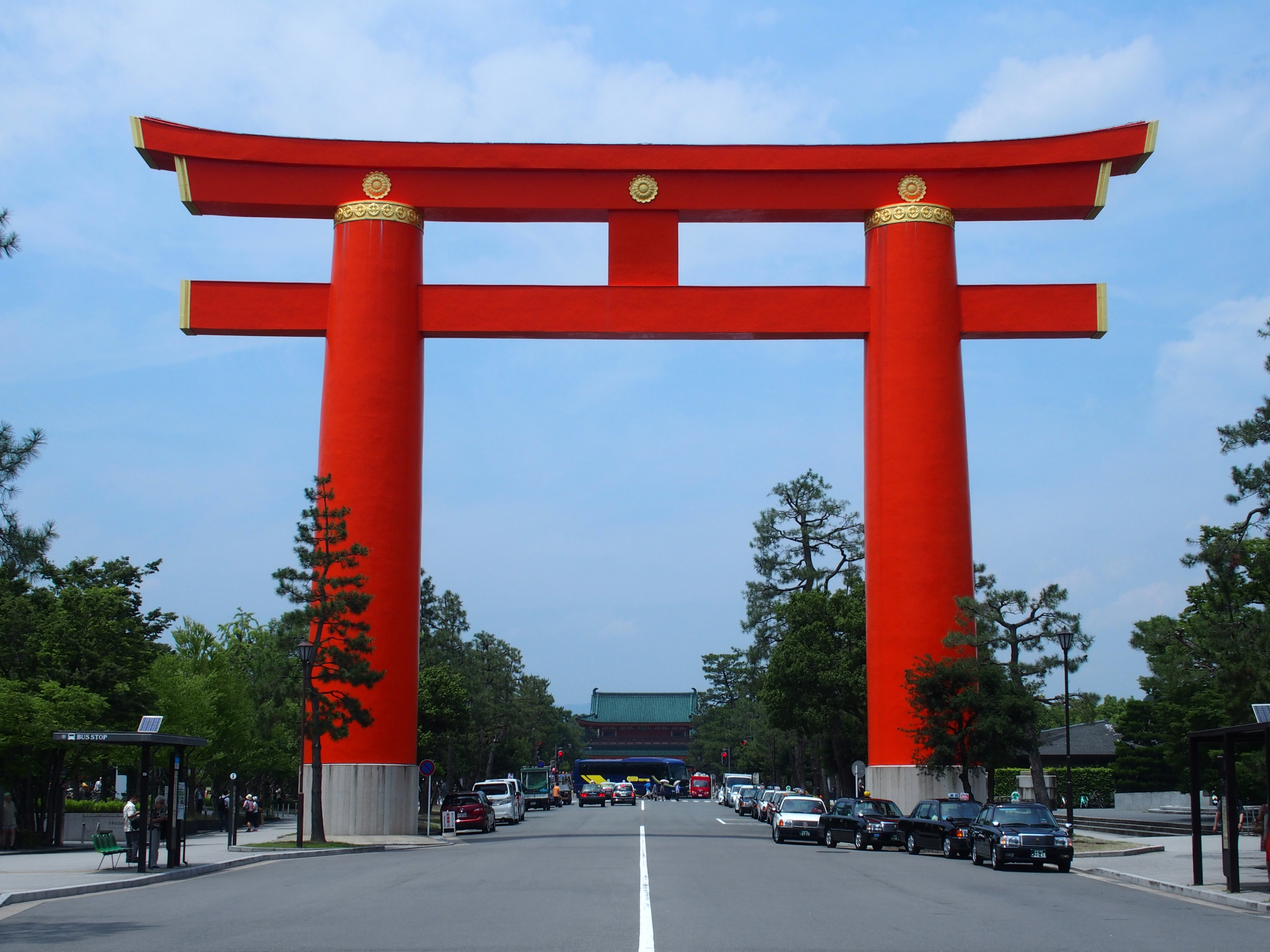
Das zweitgrößte Torii Japans vor dem Heian-jingū in Kyōto
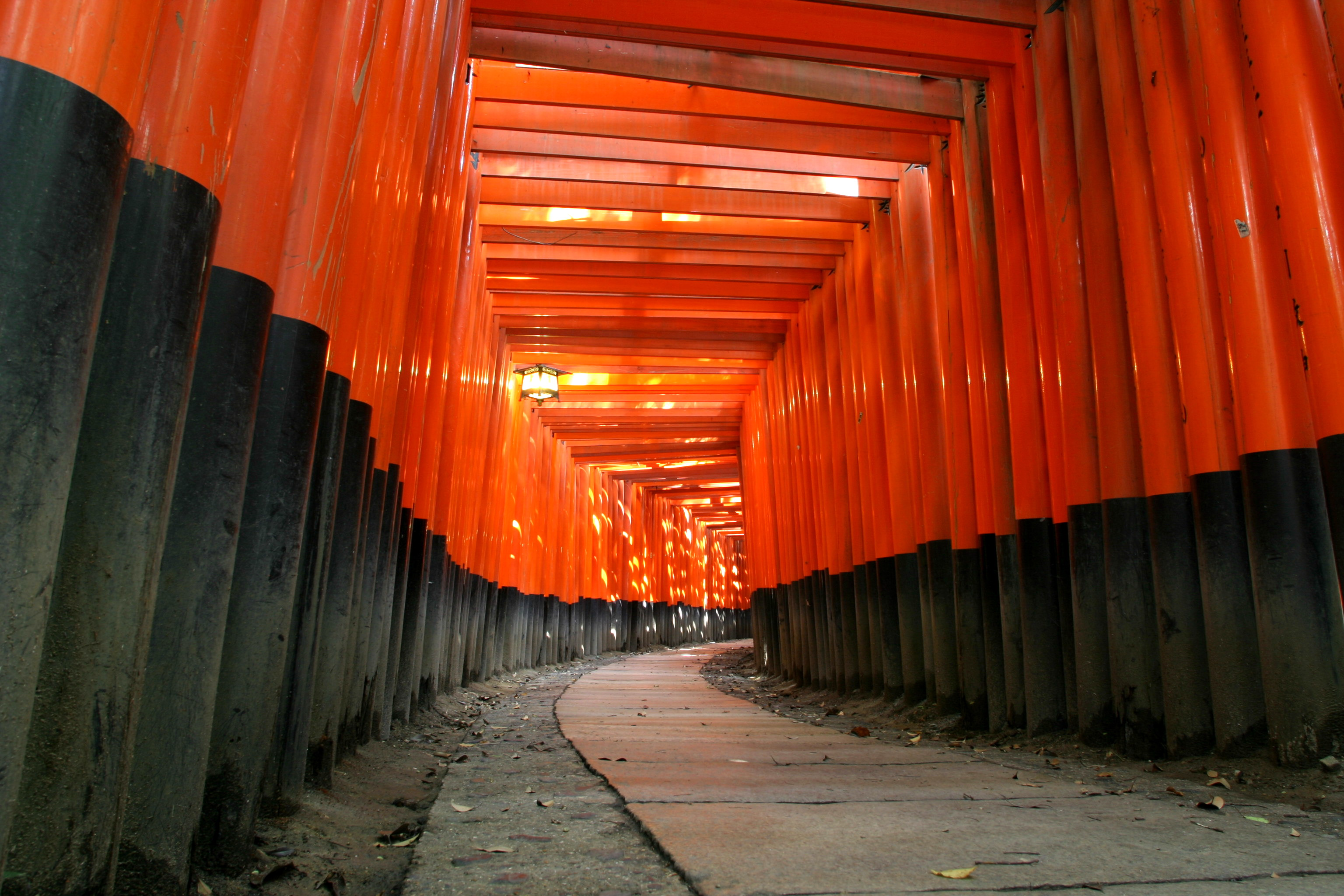
Gang aus Torii am Fushimi Inari-Taisha in Kyōto
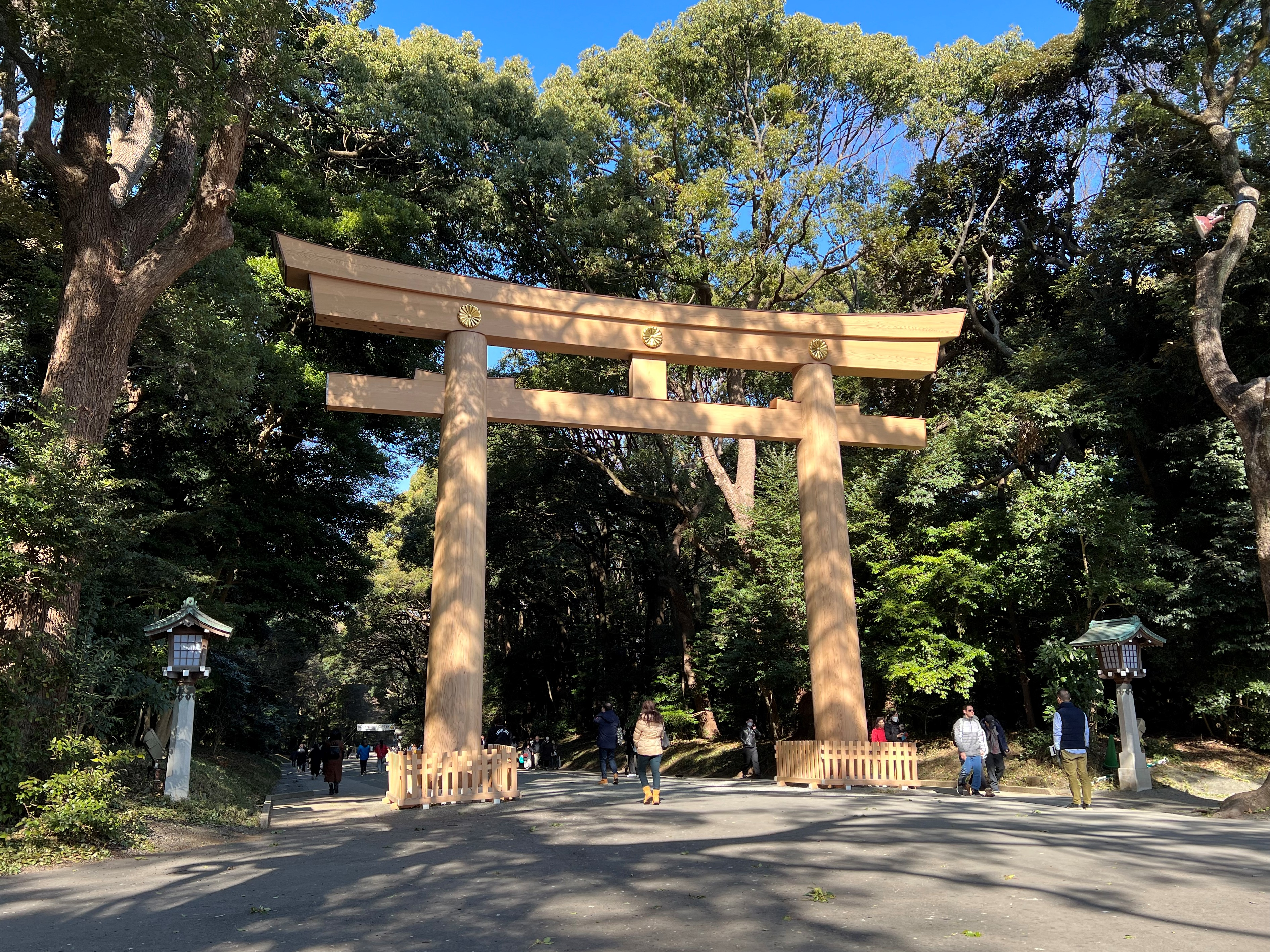
Torii am Meiji-Schrein in Tokio

## Verwandte Bauwerke

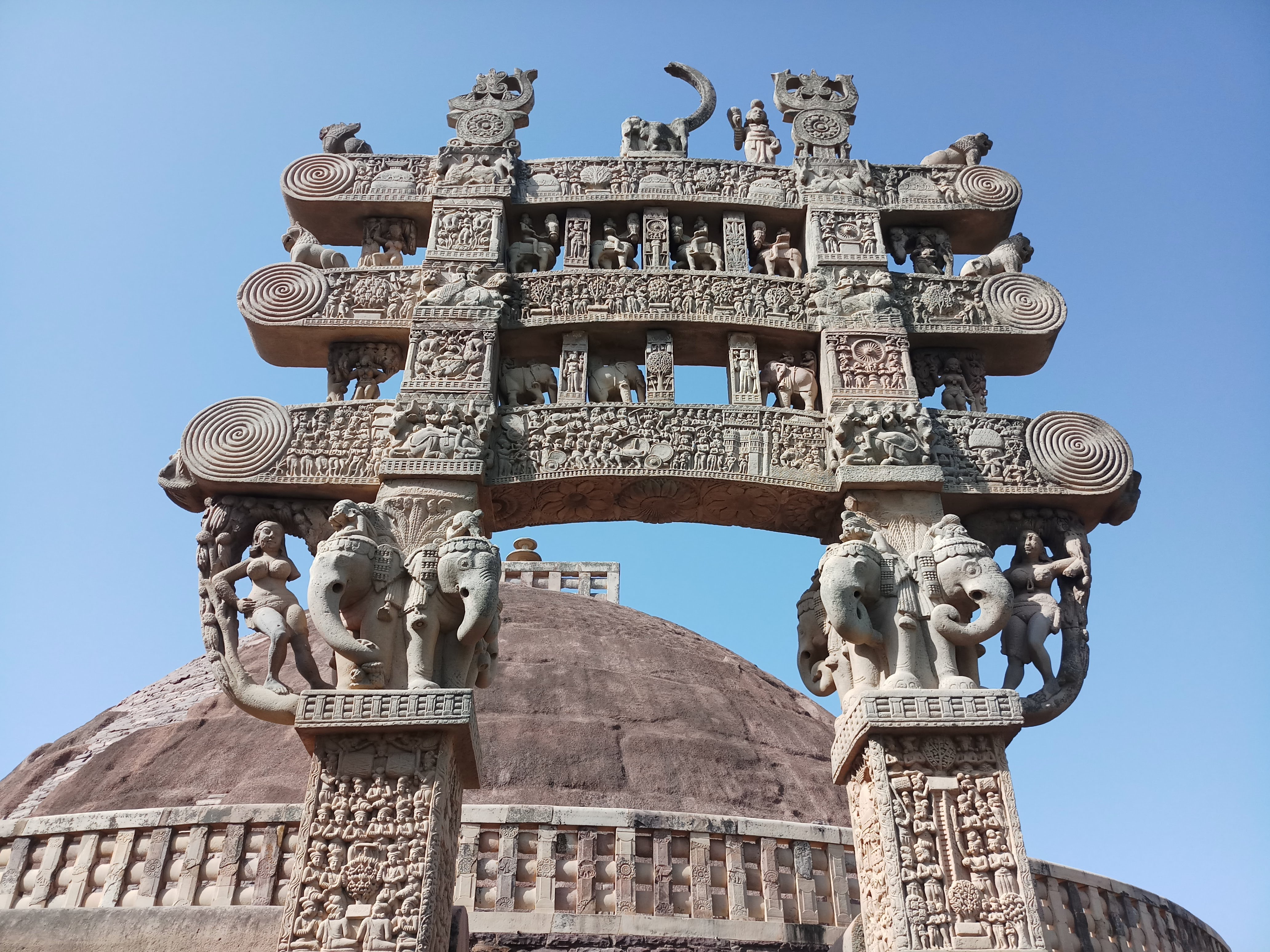
Indischer Torana, Übergang zur sakralen Welt
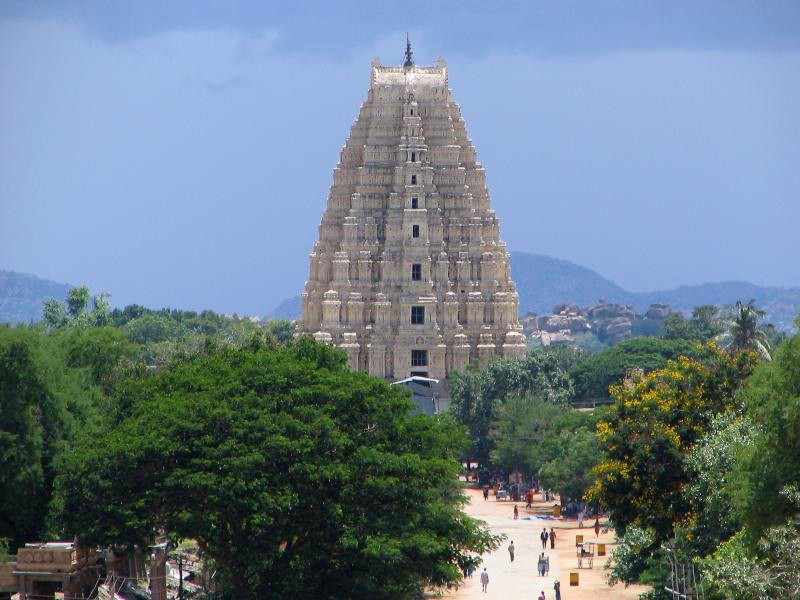
Gopuram–Torturm zu einem indischen Tempel
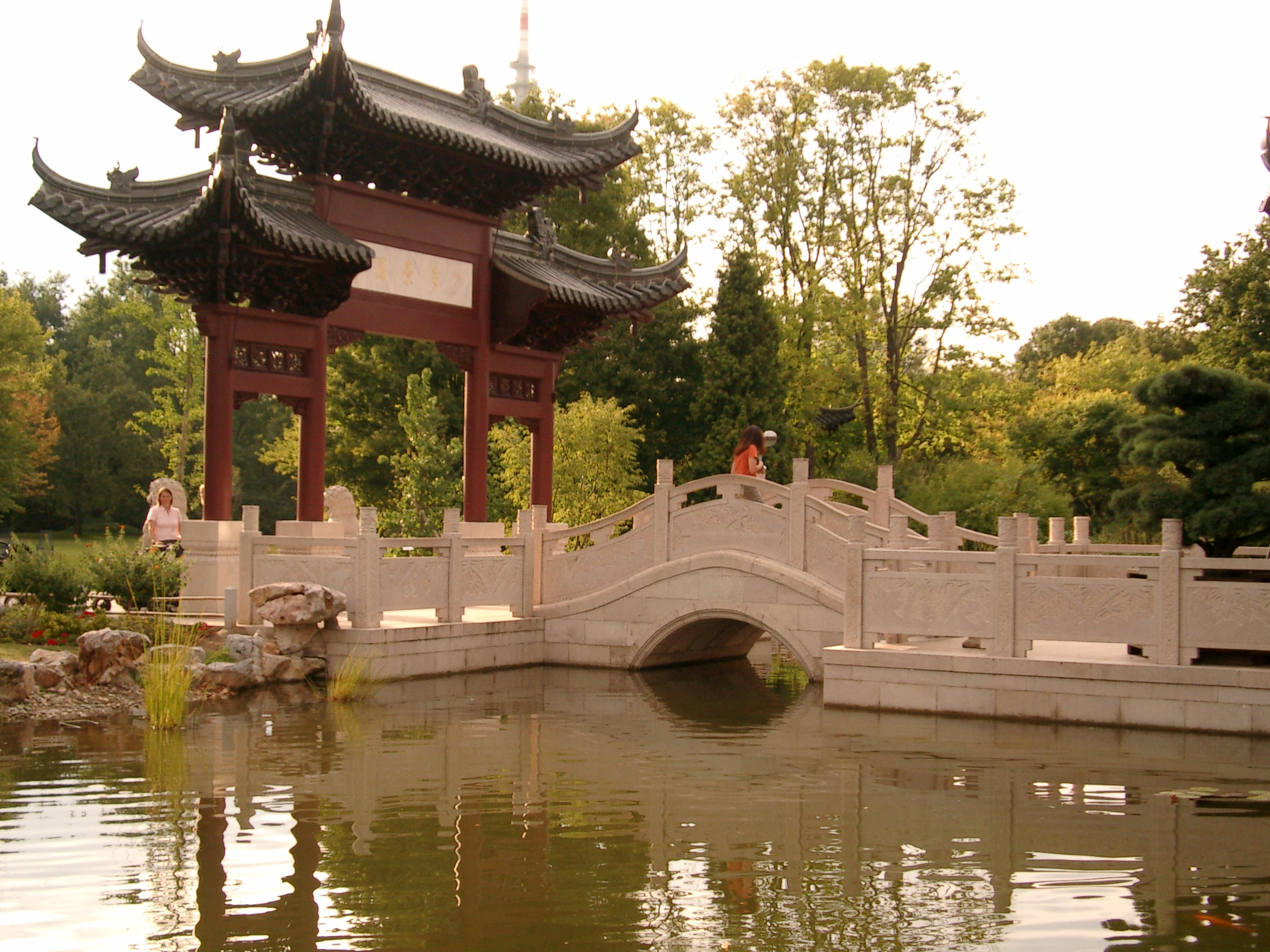
Chinesischer Pailou, Ehrentor, vergleichbar einem Triumphbogen